# Filhas, Esposas e uma Mãe
Musume, tsuma, haha (娘・妻・母, Musume • tsuma • haha, lit. "filha, esposa, mãe") (bra/prt: Filhas, Esposas e uma Mãe) é um filme de drama japonês de 1960 dirigido por Mikio Naruse.

## Sinopse
Sanae, uma mulher que acabou de se tornar viúva e a filha mais velha de uma família, retorna para a casa da mãe, do irmão mais velho e da esposa do irmão. A família discute o que fazer com o dinheiro que o marido de Sanae deixou para ela.

## Elenco
- Setsuko Hara como Sanae Sakanoshi, a filha mais velha dos Sakanishi
- Masayuki Mori como Yūichirō Sakanishi, o filho mais velho dos Sakanishi
- Hideko Takamine como Kazuko Sakanishi, esposa de Yuichiro
- Reiko Dan como Haruko Sakanishi, a terceira filha dos Sakanishi
- Mitsuko Kusabue como Kaoru Sakanishi, a segunda filha dos Sakanishi
- Aiko Mimasu como Aki Sakanishi, a matriarca dos Sakanishi
- Akira Takarada como Reiji Sakanishi, o filho mais novo dos Sakanishi
- Tatsuya Nakadai como Shingo Kuroki, um engenheiro
- Hiroshi Koizumi como Hidetaka Tani, marido de Kaoru
- Haruko Sugimura como Kayo Tani, mãe de Hidetaka
- Keiko Awaji como Mie Banishi, esposa de Reiji
- Hiroshi Tachikawa como Makoto Asabuki, amante de Haruko
- Daisuke Katō como Shōsuke Tetsumoto, tio de Kazuko
- Ken Uehara como Sokei Gojō, casamenteiro de Sanae
- Chishū Ryū como um velho no parque

## Lançamento
Filhas, Esposas e uma Mãe recebeu um lançamento teatral no Teatro Yūraku-za em Tóquio, em 21 de maio de 1960. Foi o primeiro filme japonês a ser exibido nesse teatro desde o fim da Segunda Guerra Mundial. Ele recebeu lançamento nacional em 28 de maio de 1960. O filme foi a produção cinematográfica de maior bilheteria da Toho no ano de 1960 e a oitava produção japonesa de maior bilheteria em 1960. Foi lançado nos Estados Unidos com legendas em inglês pela Toho International em 1 de dezembro de 1978.